# Ітуан Мур
Ітуан Донте Мур (англ. E'Twaun Donte Moore; нар. 25 лютого 1989, Іст-Чикаго, Індіана, США) — американський професіональний баскетболіст, атакувальний захисник і розігруючий захисник, останньою командою якого була «Фінікс Санз» з НБА.

## Ігрова кар'єра
Починав грати у баскетбол у команді Іст-Чиказької центральної старшої школи (Іст-Чикаго, Індіана). Був лідером команди та допоміг їй завоювати чемпіонство штату. На університетському рівні грав за команду Пердью (2007—2011). За чотири роки в Пердью набрав 2,136 очок, що є третім найкращим результатом в історії команди після Ріка Маунта та Джо Баррі Керролла.
2011 року був обраний у другому раунді драфту НБА під загальним 55-м номером командою «Бостон Селтікс». Проте через локаут професійну кар'єру розпочав виступами у складі італійської команди «Бенеттон Тревізо». Як тільки чемпіонат НБА відновився, він приєднався до «Бостон Селтікс» та зіграв у матчі-відкритті сезону на Різдво. 24 квітня 2012 року в матчі проти «Маямі Гіт» зробив 7 підбирань, що стало його особистим рекордом.
З 2012 по 2014 рік грав у складі «Орландо Меджик». 6 листопада 2012 року провів найрезультативніший матч в кар'єрі, набравши 17 очок проти «Чикаго Буллз». 28 січня 2013 року в матчі проти «Детройт Пістонс» набрав 18 очок. 1 березня в матчі проти «Х'юстон Рокетс» зробив 11 результативних передач, що стало його рекордом в цьому елементі.
2014 року перейшов до «Чикаго Буллз», у складі якої провів наступні 2 сезони своєї кар'єри. 5 березня 2015 року оновив рекорд результативності, набравши 19 очок у переможному матчі проти «Оклахома-Сіті Тандер», в якому ще і відзначився переможним кидком на останніх секундах. 3 лютого 2016 року набрав 24 очки у матчі проти «Сакраменто Кінгс».
2016 року став гравцем «Нью-Орлінс Пеліканс». 4 грудня 2017 року знову підняв свою планку результативності, набравши 27 очок у матчі проти «Голден-Стейт Ворріорз». 11 грудня набрав вже 36 очок, що не допомогло команді перемогти «Х'юстон» — 123:130.
30 листопада 2020 року перейшов до складу «Фінікс Санз».

## Статистика виступів в НБА

### Регулярний сезон
| Сезон             | Команда               | GP  | GS  | MPG  | FG%  | 3P%  | FT%   | RPG | APG | SPG | BPG | PPG  |
| ----------------- | --------------------- | --- | --- | ---- | ---- | ---- | ----- | --- | --- | --- | --- | ---- |
| 2011–12           | «Бостон Селтікс»      | 38  | 0   | 8.7  | .387 | .378 | 1.000 | .9  | .9  | .3  | .1  | 2.9  |
| 2012–13           | «Орландо Меджик»      | 75  | 21  | 22.4 | .396 | .340 | .797  | 2.2 | 2.7 | .7  | .3  | 7.8  |
| 2013–14           | «Орландо Меджик»      | 79  | 3   | 19.1 | .428 | .354 | .765  | 1.7 | 1.4 | .8  | .2  | 6.3  |
| 2014–15           | «Чикаго Буллз»        | 56  | 0   | 9.0  | .446 | .342 | .600  | .8  | .6  | .4  | .1  | 2.7  |
| 2015–16           | «Чикаго Буллз»        | 59  | 22  | 21.4 | .481 | .452 | .629  | 2.3 | 1.7 | .6  | .3  | 7.5  |
| 2016–17           | «Нью-Орлінс Пеліканс» | 73  | 22  | 24.9 | .457 | .370 | .770  | 2.1 | 2.2 | .7  | .4  | 9.6  |
| 2017–18           | «Нью-Орлінс Пеліканс» | 82  | 80  | 31.5 | .508 | .425 | .706  | 2.9 | 2.3 | 1.0 | .1  | 12.5 |
| 2018–19           | «Нью-Орлінс Пеліканс» | 53  | 36  | 27.6 | .481 | .432 | .763  | 2.4 | 1.9 | .8  | .2  | 11.9 |
| 2019–20           | «Нью-Орлінс Пеліканс» | 56  | 6   | 18.2 | .426 | .377 | .689  | 2.3 | 1.4 | .6  | .2  | 8.3  |
| 2020–21           | «Фінікс Санз»         | 27  | 1   | 14.4 | .455 | .314 | .857  | 1.7 | 1.5 | .6  | .2  | 4.9  |
| Усього за кар'єру | Усього за кар'єру     | 598 | 191 | 21.0 | .455 | .388 | .742  | 2.0 | 1.8 | .7  | .2  | 7.9  |

### Плей-оф
| Сезон             | Команда               | GP | GS | MPG  | FG%  | 3P%   | FT%  | RPG | APG | SPG | BPG | PPG  |
| ----------------- | --------------------- | -- | -- | ---- | ---- | ----- | ---- | --- | --- | --- | --- | ---- |
| 2012              | «Бостон Селтікс»      | 9  | 0  | 2.3  | .250 | .000  | .500 | .3  | .3  | .0  | .1  | .6   |
| 2015              | «Чикаго Буллз»        | 3  | 0  | 3.0  | .333 | 1.000 | .000 | 1.0 | .0  | .7  | .0  | 1.7  |
| 2018              | «Нью-Орлінс Пеліканс» | 9  | 9  | 31.6 | .466 | .360  | .688 | 2.6 | 1.7 | .7  | .1  | 11.3 |
| 2021              | «Фінікс Санз»         | 7  | 0  | 6.6  | .444 | .200  | —    | 1.4 | 1.3 | .1  | .0  | 2.4  |
| Усього за кар'єру | Усього за кар'єру     | 28 | 9  | 12.9 | .442 | .333  | .667 | 1.4 | 1.0 | .3  | .1  | 4.6  |